# Europese kampioenschappen judo 2013
De Europese kampioenschappen judo 2013 werden van 25 tot en met 28 april 2013 gehouden in de László Papp Budapest Sports Arena in Boedapest, Hongarije.

## Medailles

### Mannen
| Onderdeel           | Goud | Goud                   | Zilver | Zilver                | Brons   | Brons                              |
| ------------------- | ---- | ---------------------- | ------ | --------------------- | ------- | ---------------------------------- |
| Klasse tot 60 kg    | GEO  | Amiran Papinasjvili    | SUI    | Ludovic Chammartin    | ISR GBR | Artiom Arshansky Ashley McKenzie   |
| Klasse tot 66 kg    | GEO  | Lasja Sjavdatoeasjvili | RUS    | Kamal Chan-Magomedov  | FRA     | Dimitri Dragin David Larose        |
| Klasse tot 73 kg    | SLO  | Rok Drakšič            | GEO    | Noegzari Tatalasjvili | FRA GEO | Pierre Duprat Zebeda Rechviasjvili |
| Klasse tot 81 kg    | GEO  | Avtandil Tchrikisjvili | CRO    | Tomislav Marijanović  | BEL FRA | Joachim Bottieau Loïc Piétri       |
| Klasse tot 90 kg    | RUS  | Kirill Denisov         | GEO    | Varlam Liparteliani   | LTU RUS | Karolis Bauža Kirill Voprosov      |
| Klasse tot 100 kg   | CZE  | Lukáš Krpálek          | NED    | Henk Grol             | LAT FRA | Jevgeņijs Borodavko Cyrille Maret  |
| Klasse boven 100 kg | FRA  | Teddy Riner            | GEO    | Adam Okruashvili      | HUN FRA | Barna Bor Jean-Sébastien Bonvoisin |

### Vrouwen
| Onderdeel          | Goud | Goud                | Zilver | Zilver             | Brons   | Brons                                 |
| ------------------ | ---- | ------------------- | ------ | ------------------ | ------- | ------------------------------------- |
| Klasse tot 48 kg   | HUN  | Éva Csernoviczki    | BEL    | Charline Van Snick | TUR FRA | Ebru Sahin Laëtitia Payet             |
| Klasse tot 52 kg   | RUS  | Natalja Koezjoetina | ROU    | Andreea Chițu      | ESP KOS | Laura Gomez Ropinon Majlinda Kelmendi |
| Klasse tot 57 kg   | FRA  | Automne Pavia       | AUT    | Sabrina Filzmoser  | POR RUS | Telma Monteiro Irina Zabloedina       |
| Klasse tot 63 kg   | FRA  | Clarisse Agbegnenou | RUS    | Marta Labazina     | ISR SLO | Yarden Gerbi Tina Trstenjak           |
| Klasse tot 70 kg   | NED  | Kim Polling         | NED    | Linda Bolder       | AUT GER | Bernadette Graf Laura Vargas-Koch     |
| Klasse tot 78 kg   | FRA  | Lucie Louette       | SLO    | Anamari Velenšek   | HUN NED | Abigél Joó Marhinde Verkerk           |
| Klasse boven 78 kg | SLO  | Lucija Polavder     | FRA    | Émilie Andéol      | TUR UKR | Belkis Zehra Kaya Iryna Kindzerska    |

### Teams
| Onderdeel | Goud      | Zilver    | Brons              |
| --------- | --------- | --------- | ------------------ |
| Mannen    | Georgië   | Rusland   | Duitsland Oekraïne |
| Vrouwen   | Nederland | Frankrijk | Duitsland Rusland  |

## Medaillespiegel
| Plaats | Land                | Goud | Zilver | Brons | Totaal |
| 1      | Georgië             | 4    | 3      | 1     | 8      |
| 2      | Frankrijk           | 4    | 2      | 7     | 13     |
| 3      | Rusland             | 2    | 3      | 3     | 8      |
| 4      | Nederland           | 2    | 2      | 1     | 5      |
| 5      | Slovenië            | 2    | 1      | 1     | 4      |
| 6      | Hongarije           | 1    | 0      | 2     | 3      |
| 7      | Tsjechië            | 1    | 0      | 0     | 1      |
| 8      | België              | 0    | 1      | 1     | 2      |
| 8      | Oostenrijk          | 0    | 1      | 1     | 2      |
| 10     | Kroatië             | 0    | 1      | 0     | 1      |
| 10     | Roemenië            | 0    | 1      | 0     | 1      |
| 10     | Zwitserland         | 0    | 1      | 0     | 1      |
| 13     | Duitsland           | 0    | 0      | 3     | 3      |
| 14     | Israël              | 0    | 0      | 2     | 2      |
| 14     | Oekraïne            | 0    | 0      | 2     | 2      |
| 14     | Turkije             | 0    | 0      | 2     | 2      |
| 17     | Kosovo              | 0    | 0      | 1     | 1      |
| 17     | Letland             | 0    | 0      | 1     | 1      |
| 17     | Litouwen            | 0    | 0      | 1     | 1      |
| 17     | Portugal            | 0    | 0      | 1     | 1      |
| 17     | Spanje              | 0    | 0      | 1     | 1      |
| 17     | Verenigd Koninkrijk | 0    | 0      | 1     | 1      |
| Totaal | Totaal              | 16   | 16     | 32    | 64     |